# Нититхада, Манопхакон
Пхрая (маркиз) Манопхакон Нититхада (тайск. พระยา มโน ปกรณ์ นิติ ธาดา, имя при рождении Кон Хутасин (тайск. ก้อน หุตะสิงห์; 15 июля 1884, Бангкок, Королевство Сиам — 1 октября 1948, Пинанг, Малайзия) — государственный деятель Таиланда, первый премьер-министр страны после революции 1932 года.

## Биография
Родился в Бангкоке в семье этнических китайцев. Получил юридическое образование в католическом колледже  для  мальчиков и юридической школе Министерства юстиции Таиланда, а затем проходил стажировку в Лондоне в Middle Temple — одном из наиболее престижных юридических сообществ Великобритании. После этого сделал карьеру в Министерстве юстиции Таиланда, был удостоен титула «Пхрая» (что примерно соответствует маркизу в европейской системе титулов) и почётного имени: «Манопхакон Нититхада». В 1918 году он был введён в состав тайного совета короля Вачиравудха (Рамы VI).
После Сиамской революции 1932 года, 27 июня 1932 года была принята временная конституция страны, определявшая государственный строй как конституционную монархию с парламентом и вводившую должность премьер-министра Сиама. Первый состав парламента Сиама, состоявший исключительно из назначенных представителей, собрался 28 июня и принял решение назначить премьер-министром Манопхакона Нититхаду, как человека независимого и политически нейтрального.
Первой задачей кабинета Манопхакона Нититхады заключалась в разработке постоянной конституции страны, которая была принята 10 декабря 1932 года, эта дата теперь отмечается в Таиланде как День Конституции. После принятия конституции Манопхакон Нититхада возглавил первое конституционное правительство Сиама, которое состояло наполовину из представителей партии Кхана Ратсадон, а также из высокопоставленных чиновников и военных, находившихя под контролем этой партии. В этих условиях Манопхакон Нититхада был лишён свободы действий и превратился, по сути дела, в марионетку.
В 1933 году Приди Паномионг, занимавший пост государственного министра, представил королю Прачадипоку свой проект плана экономического развития страны (известного как «Жёлтая папка»). План Паномионга был основан на социалистических идеях, но король отклонил этот план и заклеймил его как «коммунистический». Отклонение плана Паномионга вызвало обострение внутрипартийной борьбы в партии Кхана Ратсадон, чем попытался воспользоваться Манопхакон Нититхада. Он распустил свой кабинет и приостановил действие некоторых статей конституции, проведение сессий парламента и деятельность судебных органов. Паномионг был вынужден бежать во Францию. Эти события получили название «апрельский переворот 1933 года» или «Тихий переворот» (тайск. รัฐประหาร ใน ประเทศไทย เมษายน พ.ศ. 2476). По инициативе Манопхакона был также принят антикоммунистический закон, на основании которого мог быть арестован каждый подозреваемый в коммунистических настроениях (по этому закону весь состав ЦК Коммунистической партии Таиланда был арестован и заключен в тюрьму). Режим Манохакона также усилил контроль за деятельностью всех левых организаций, а также подвергал цензуре газеты. Но деятельность Манопхакона вызвала резкое недовольство в кругах военных, и 20 июня 1933 года генерал Пхахон Пхаюхасена со своими сторонниками совершил военный переворот, сместив Манопхакона с должности премьер-министра. Пхаюхасена занял должность премьер-министра, и король Прачадипок утвердил это назначение.
Манопхакон был выслан в Пинанг (Британская Малайя), где он провел остаток своей жизни. Умер в 1948 году, в возрасте 64 лет.